# Leisure
Leisure é o álbum de estreia da banda britânica de rock Blur, lançado em 26 de agosto de 1991 no Reino Unido pela gravadora Food Records.

## Conteúdo
A versão original de "Sing", intitulada "Sing (To Me)", foi gravada como uma demo no final de 1989, com o nome antigo da banda, Seymour, e pode ser ouvida no ultra-raro single promocional que foi lançado uma década depois, em fevereiro de 2000, e no primeiro conjunto de 4 discos com material raro no box set Blur 21.
A fotografia da capa foi tirada em maio de 1954 por Charles Hewitt, para uma reportagem fotográfica do Picture Post sobre chapéus de banho, "Glamour In The Swim".

### Significado de "Leisure"
Leisure é uma palavra em inglês que traz o significado de liberdade, de aproveitar o tempo livre, livre dos trabalhos e dos deveres, livre de compromissos. É tirar um tempo para si.

## Lançamento
O disco foi lançado nos Estados Unidos um mês mais tarde com uma lista de faixas diferente: esta versão é pré-carregada com três singles britânicos do Blur, e a canção "Sing" foi substituída por "I Know", anteriormente um lado A com "She's So High" (Ver lista de faixas para as mudanças exatas). A versão canadense tem a mesma listagem de trilhas da versão britânica.
Leisure atingiu o pico no número 7 na parada de álbuns do Reino Unido. O álbum foi certificado de ouro no Reino Unido. Apesar disso, recebeu críticas mistas da mídia especializada britânica.
Como parte do 21º aniversário do álbum, Leisure foi remasterizado e relançado juntamente com outros álbuns de estúdio da banda em 30 de julho de 2012. O álbum foi reeditado uma segunda vez, em vinil, em 26 de agosto de 2016.

## Crítica
Surgido no fim da década de 1980, o Blur parecia ter nascido no meio de um inevitável furacão de transformações sonoras. Enquanto a produção britânica lentamente se desprendia da herança obscura da década de 1980, lampejos experimentais e doses imoderadas de distorção davam a entender o que viria a alimentar a música – inglesa e norte-americana – pelos próximos anos. No meio desse cenário de transformações e obras como Nevermind, Loveless e Screamadelic nascia Leisure, tímida e quase inexpressiva estreia do grupo londrino. Com boa repercussão por parte da crítica e composições mais acessíveis, como She’s So High e There’s No Other Way, o álbum já entregava parte do que seria estruturado nos lançamentos seguintes do grupo. São passagens herdadas da década de 1960, aspectos menos sombrios do que foi acumulado entre os anos 1980 e uma natural aproximação com o pop que se estende durante todo o registro. A origem da banda estava pronta, faltava apenas saber o que fazer com isso.
Rock baseado em guitarras e baladeiro, sem grandes inovações — talvez por isso mesmo o disco tenha sido tão desprezado pela banda. As influências aqui ainda são muito notadas, de Beatles a Smiths. Os destaques ficam por conta de "Sing" — parte da trilha sonora de Romeu+Julieta e que antecipa em 10 anos o rock tristonho e pianado do Coldplay — e "There's No Other Way" — uma agradável mistura de rock e dance music.

## Faixas

### Versão Inglesa
| N.º | Título                 | Duração |  |
| 1.  | "She's So High"        | 4:45    |  |
| 2.  | "Bang"                 | 3:36    |  |
| 3.  | "Slow Down"            | 3:11    |  |
| 4.  | "Repetition"           | 5:25    |  |
| 5.  | "Bad Day"              | 4:23    |  |
| 6.  | "Sing"                 | 6:00    |  |
| 7.  | "There's No Other Way" | 3:23    |  |
| 8.  | "Fool"                 | 3:15    |  |
| 9.  | "Come Together"        | 3:51    |  |
| 10. | "High Cool"            | 3:37    |  |
| 11. | "Birthday"             | 3:50    |  |
| 12. | "Wear Me Down"         | 4:49    |  |

### Versão Americana
| N.º | Título                 | Duração |  |
| 1.  | "She's So High"        | 4:45    |  |
| 2.  | "There's No Other Way" | 3:23    |  |
| 3.  | "Bang"                 | 3:36    |  |
| 4.  | "I Know"               | 3:32    |  |
| 5.  | "Slow Down"            | 3:11    |  |
| 6.  | "Repetition"           | 5:25    |  |
| 7.  | "Bad Day"              | 4:23    |  |
| 8.  | "High Cool"            | 3:37    |  |
| 9.  | "Come Together"        | 3:51    |  |
| 10. | "Fool"                 | 3:15    |  |
| 11. | "Birthday"             | 3:50    |  |
| 12. | "Wear Me Down"         | 4:49    |  |

## Certificações
| País              | Certificação |
| ----------------- | ------------ |
| Reino Unido (BPI) | Ouro         |